# Automaïdan
Automaïdan (en ukrainien : Автомайдaн) est un mouvement politique et social ukrainien pro-européen impliquant l'utilisation d'automobiles et de camions comme moyen de protestation qui a débuté fin 2013 à Kiev, dans le cadre d'Euromaïdan.

## Histoire

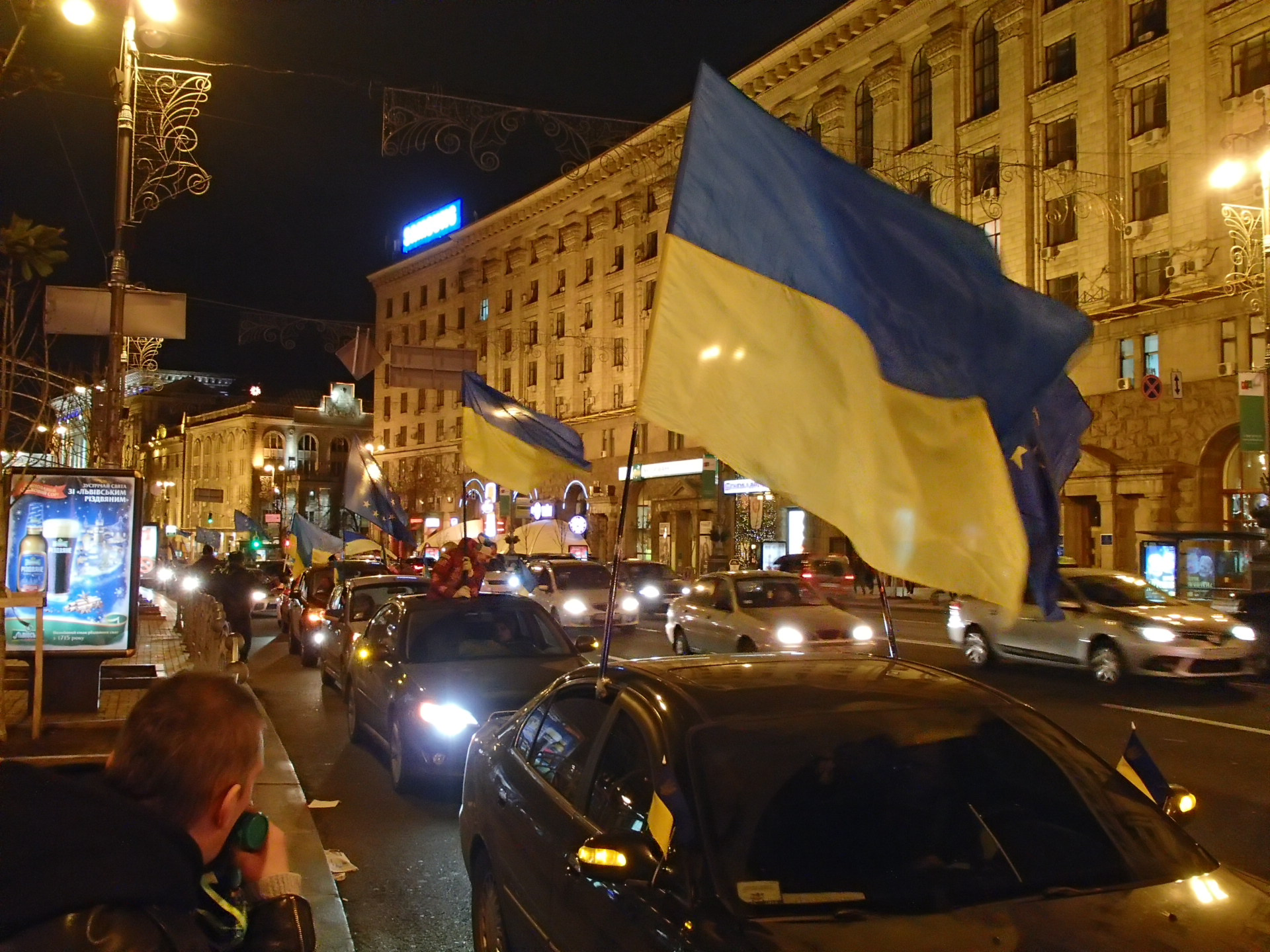
Manifestation d'Automaïdan à Kiev le 30 novembre 2013

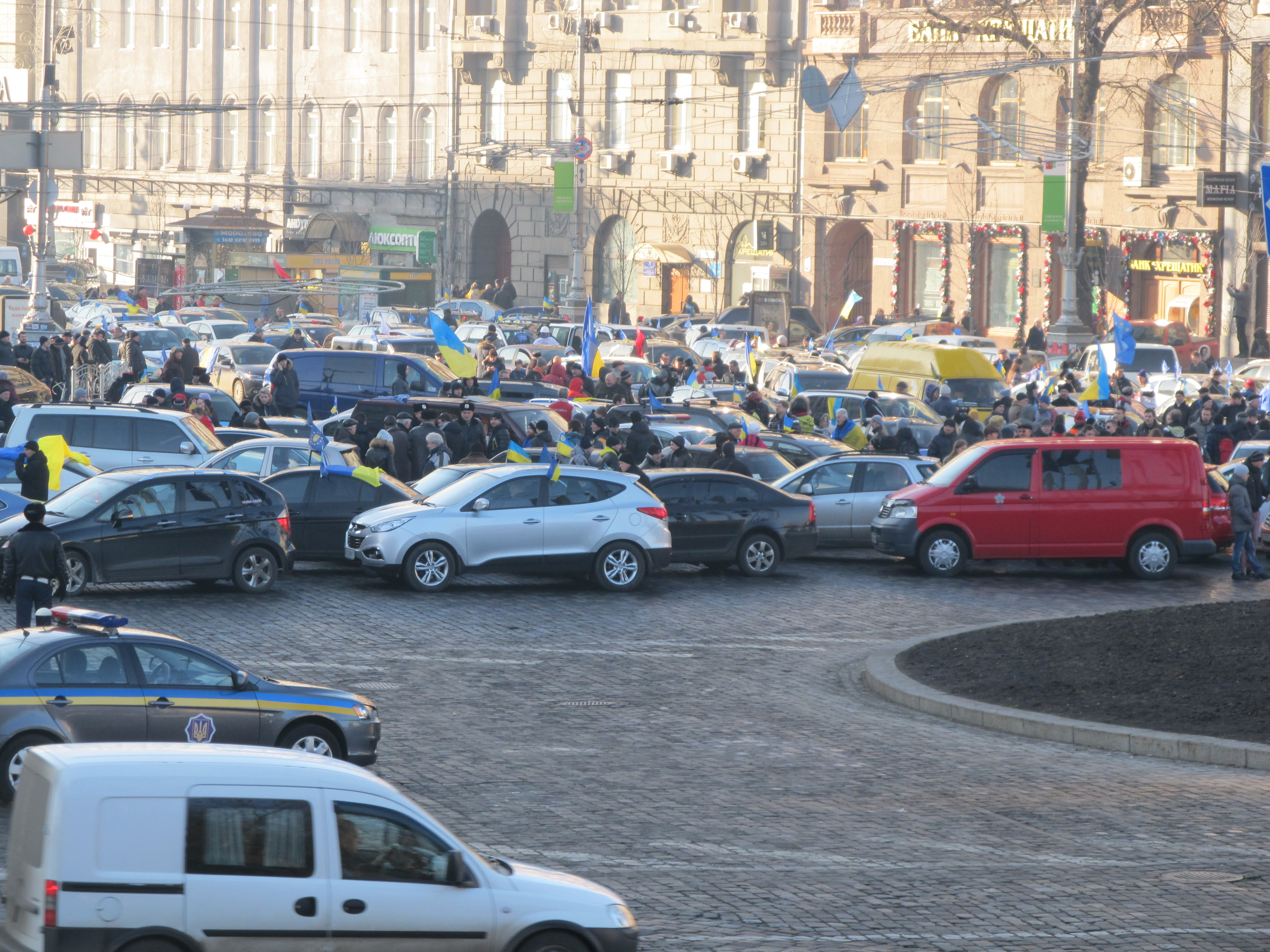
Automaïdan à Kiev le 29 décembre 2013

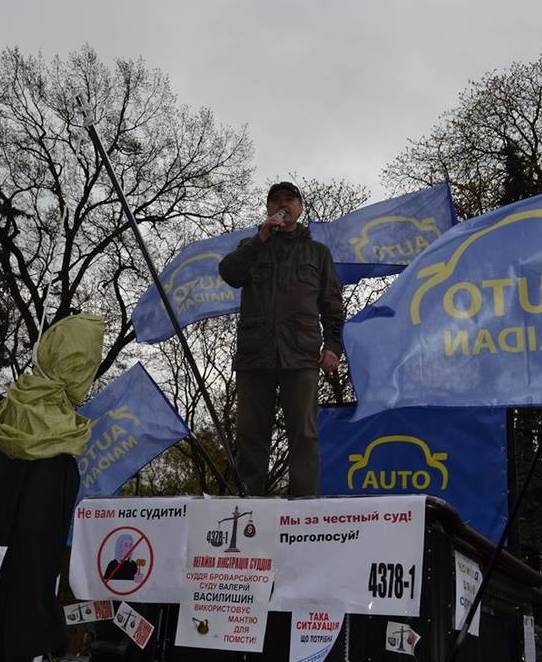
Prise de parole de Dmitriy Pavlichenko lors d'un rassemblement d'Automaïdan en septembre 2014

Les objectifs initiaux d'Automaïdan comprenaient la démission du président ukrainien Viktor Ianoukovitch, ainsi que le rapprochement de l'Ukraine vers l'Union européenne. Le mouvement était composé de chauffeurs qui protégeaient les manifestations d'Euromaïdan, approvisionnaient les camps et le piquets de manifestation, bloquaient la circulation et transportait l'Euromaïdan jusqu'aux bâtiment officiels ou les résidences des hauts-fonctionnaires et hauts-dignitaire, politiciens soutenant ou étant membre du gouvernement pro-russe, et des oligarques.
Parmi ces personnalités, il est possible de citer Andrii Kliuiev, Viktor Pshonka, Viktor Medvedciuk, Mykola Azarov, premier ministre du président Ianoukovitch, Boris Klimciuk, député pour le Parti des régions, le parti présidentiel,, la famille d'Oleg Sal, Yevhen Antonov, un offier des unité spéciales et d'autres.
Le mouvement est né le 30 novembre 2013, aux premières heures du matin, suite la dispersion violente des manifestants sur la place de l'Indépendance à Kiev. Les propriétaires de voitures ont commencé à circuler en klaxonnant dans la ville dans le but précis de signaler et d'afficher des drapeaux ukrainiens et européens pour inciter à des manifestations massives contre le gouvernement pro-russe oppressif devenu violent. Des chauffeurs ont amené gratuitement des centaines de personnes de toute la ville et de ses banlieues à la Place Saint-Michel.
Automaïdan a organisé de nombreux défilés d'automobiles devant les résidences de responsables pro-russes, y compris celui du 29 décembre 2013, devant la résidence du président Ianoukovitch à Mezhyhirya, pour exprimer leur indignation face à son refus de signer l'accord d'association avec l'Union européenne en décembre 2013. Le cortège s'est arrêté à quelques centaines de mètres de son domicile. Cela a conduit à l'identification des membres d'Automaïdan et à leur transformation en cible majeure d'attaques violentes de la part des forces gouvernementales, des milices et des titushkys.

### Enlèvement de Dmytro Bulatov
L'un des organisateurs, Dmytro Bulatov, a été enlevé par des inconnus le 22 janvier 2014. Il réapparut le 30 janvier, après avoir été torturé et visiblement blessé. Le 6 février 2014, alors qu'il suivait un traitement en Lituanie, il a déclaré lors d'une conférence de presse à Vilnius qu'il avait été torturé pour admettre que son organisation était financée et aidée par les Américains et l'ambassadeur des États-Unis en Ukraine en particulier et qu'il avait été engagé pour organiser l'Automaïdan et les émeutes contre le gouvernement alors en place.
Lors de la conférence de presse, Boulatov a souligné à plusieurs reprises qu'il pensait avoir été enlevé par les forces spéciales russes et que le chef du parti Choix ukrainien Viktor Medvedchuk pourrait avoir été impliqué dans son enlèvement1]. L'enlèvement de Boulatov a été condamné par de nombreuses personnes, y compris par la Haute Représentante de l'Union européenne pour les affaires étrangères et la politique de sécurité, Catherine Ashton.
Dans une déclaration de son bureau le 31 janvier, Catherine Ashton a déclaré :

« Je suis consternée par les signes évidents de torture prolongée et de traitement cruel infligé à Dmytro Bulatov, organisateur d'Automaïdan, qui a été retrouvé vivant hier après avoir disparu pendant une semaine. [...] Tous ces actes sont inacceptables et doivent cesser immédiatement. Il est de la responsabilité des autorités de prendre toutes les mesures nécessaires pour remédier au climat actuel d'intimidation et d'impunité qui permet à de tels actes de se produire. Toutes les personnes détenues illégalement doivent être libérées et les auteurs traduits en justice »

— « Statement by EU High Representative Catherine Ashton on the case of Dmytro Bulatov », Eeas.europa.eu (consulté le 9 février 2014)
Deux affaires pénales impliquant Bulatov ont été ouvertes, l'une le traite comme victime d'enlèvement, l'autre comme suspect dans une procédure pénale pour émeutes de masse.

### Émeutes de la rue Hrouchevsky

Les lois anti-manifestations ukrainiennes interdisaient les rassemblements de plus de cinq automobiles

Le 19 janvier 2014 vers 14h00, lors d'un viche (vétché : réunion publique), l'un des membres d'Automaïdan, Sergueï Coba, qui demandé que les dirigeants des trois partis d'opposition représentés à la Rada suprême, le Parlement monocaméral de l'Ukraine, choisissent l'un d'entre eux comme chef de la résistance, a été largement soutenu par la population rassemblée. Si sa demande n'était pas satisfaite sous une demi-heure, M. Coba a promis qu'Automaïdan se rendrait au Bâtiment de la Rada suprême et organiserait un piquet de grève pacifique jusqu'à ce que les députés abrogent les lois anti-manifestations.
La demande n'a pas été satisfaite et Automaïdan, Autodéfense et des milliers de partisans à la vétché se sont rendus au Bâtiment du parlement via la Rue Mykhaïlo Hrouchevski. La rue a été bloquée par la police antiémeute et les troupes internes et avant 15h40, les actions agressives ont commencé.
Le même jour à 16h00, Dmitry Bulatov a publié un avertissement sur sa page Facebook, affirmant que lui, Serhij Poyarkov et Andrej Telizhenko étaient contre l'usage non justifié de la force, l'effusion de sang, n'avaient pas appelé la population à se rendre au Bâtiment de la Rada et essayaient de persuader les militants d'Automaïdan et d'autres personnes de résister aux provocations des autorités.

### Après la fin d'Euromaïdan
En février 2014, le leader d'Automaidan, Dmytro Bulatov, a été nommé ministre de la Jeunesse et des Sports dans le premier gouvernement Iatseniouk. Le 2 décembre 2014, le deuxième gouvernement Iatseniouk a été nommé et il n'a pas été reconduit dans ses fonctions.
À Odessa, le 30 août 2015, des militants d'Automaïdan ont brièvement occupé la propriété de l'ancien député Serhiy Kivalov pour exposer sa fortune.
Le 31 octobre 2015, 100 véhicules d'Automaïdan ont manifesté devant le résidence du président Petro Porochenko pour exiger la démission du Procureur général d'Ukraine Viktor Shokin. Ils ont accusé Shokin d'avoir saboté les enquêtes sur la corruption et le décès des manifestants d'Euromaidan.
Mi-février 2016, des militants d'Automaïdan de Jytomyr ont bloqué le passage des camions immatriculés en Russie à la frontière biélorusse-ukrainienne.

## Diffusion

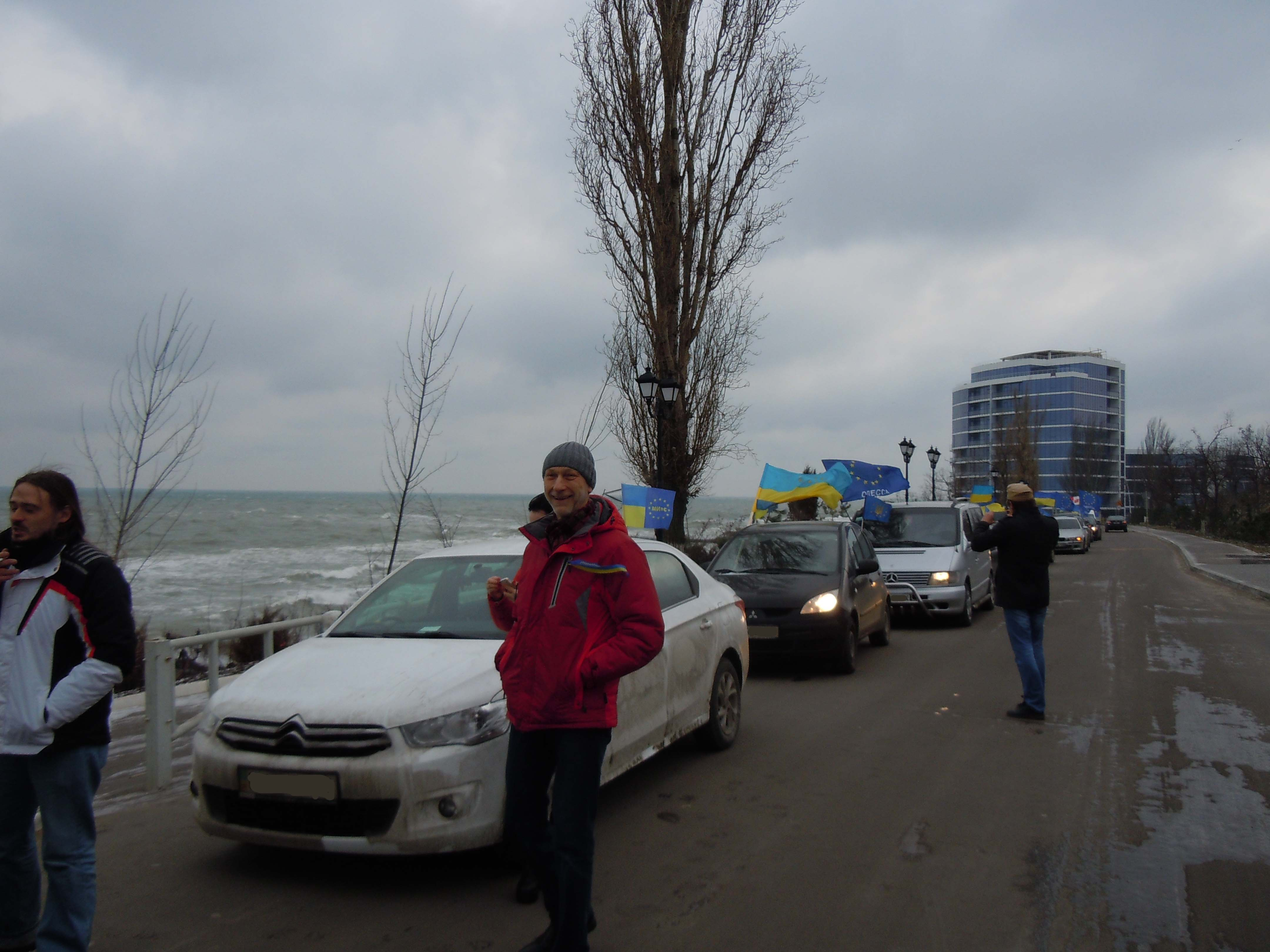
Manifestation d'Automaïdan à Odessa en 2014

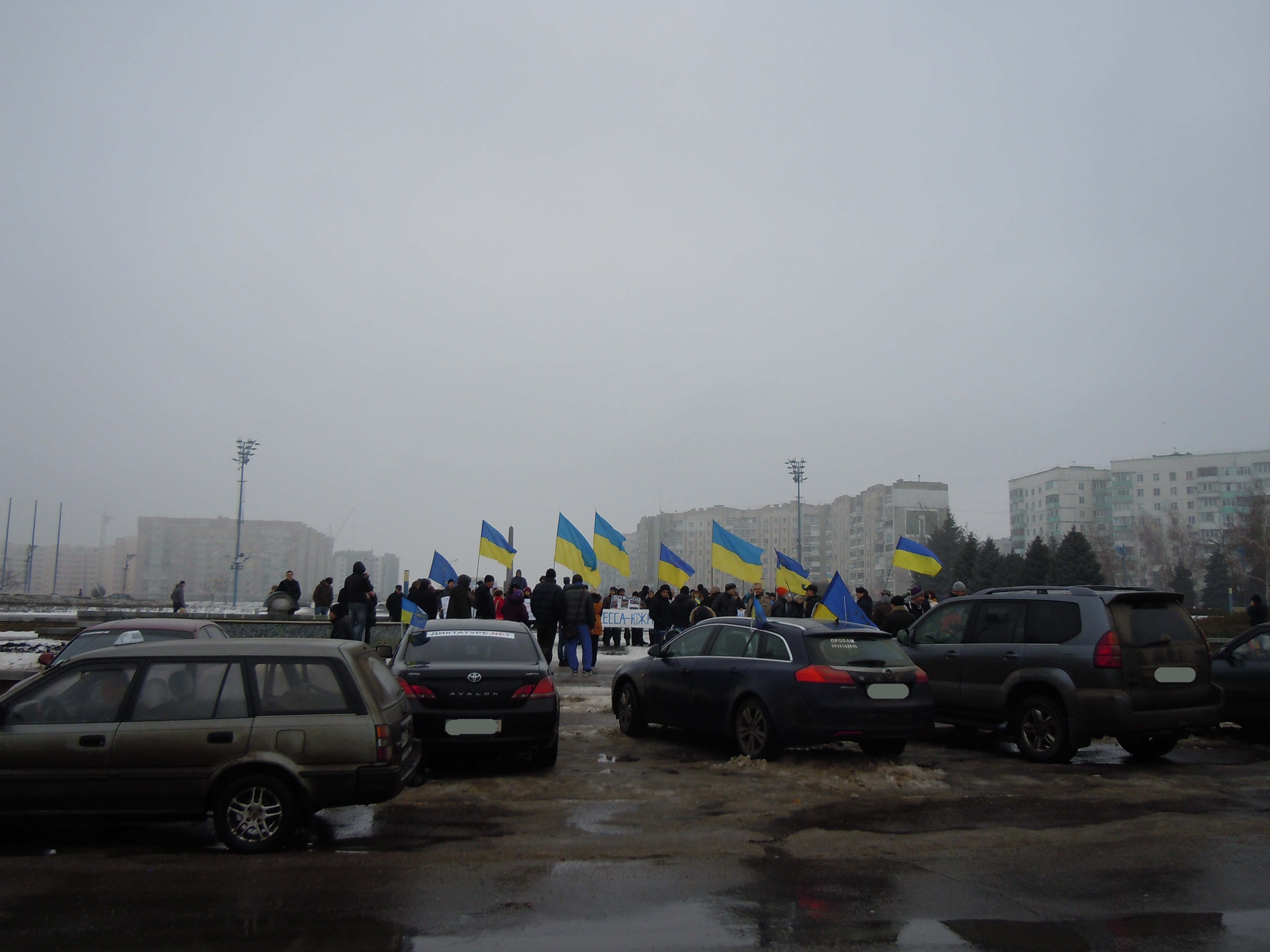
Automaïdan à Pivdenne en 2014

L’idée d’un mouvement de manifestation politique motorisé a été largement acceptée et reproduite dans de nombreuses organisations régionales en Ukraine ainsi qu’à l’étranger. À Kiev en particulier, le mouvement est devenu un tremplin pour de nombreuses initiatives publiques, des personnalités individuelles et des organisations.
À partir de décembre 2013, Automaïdan se décline dans d'autres villes, telles que Donetsk, Loutsk, Lviv, Odessa, Oujhorod, Kharkiv, Kherson, Khmelnytskyï, Tcherkassy, Jytomyr et d'autres.
Plusieurs membres d'Automaïdan ont été expulsés de l'organisation en raison de « leur implication dans des activités payantes dans le passé ». Les organisations se sont plaintes du fait que des rassemblements ont été présentés comme des rassemblements d'Automaïdan mais n'ont pas été soutenus par Automaïdan.

### Séparation d'Autodozor
Après la dispersion violente d'Automaïdan à Tcherkassy le 27 février 2014nombre de leurs militants se sont séparés dans un nouveau groupe appelé Autodozor (en ukrainien « Автодозор » , littéralement « garde-voiture » ou « surveillance de voiture »). Deux raisons ont été avancées : la réticence à fournir les données personnelles que la coordination d'Automaïdan réclamait et l'apparition de personnes impliquées dans des fraudes financières parmi les dirigeants autoproclamés d'Automaïdan.
Au 27 février 2014, Autodozor comptait plus de 200 véhicules. Leur devise est « moins de mots, plus d’action ». Leurs principales activités sont :
- livraison de pneus (à brûler) ; essence, huile, bouteilles (pour cocktails Molotov) ;

- transport de blessés ;
- patrouilles dans les rues de Kiev (après le changement de gouvernement, en collaboration avec la police routière) ;
- transport des dépouilles vers leurs foyers en dehors de Kiev.